# Vilhelm av Auvergne
Vilhelm av Auvergne, född cirka 1180 i Aurillac, död 30 mars 1249 i Paris, var biskop av Paris från 1228 och fram till sin död 1249. Han var verksam som filosof och teolog vid Paris universitet innan han upphöjdes till biskopsämbetet.

## Biografi
Vilhelm föddes i Aurillac omkring år 1180. Han begav sig i unga år till Paris för studier och han blev tidigt utnämnd till professor, först vid humanistiska fakulteten och senare vid den teologiska institutionen, från 1220. Hans filosofiska och teologiska tankar grundades till den största delen på Aristoteles idéer och han var en av de första teologerna som kopplade ihop Aristoteles idéer som sanningsenliga med det kristna tankesättet.
Det fanns under Vilhelms levnad endast ett par skrifter av Aristoteles att tillgå i Västeuropa och dessa byggde till största delen på arabiska översättningar. Vilhelm såg på grund av detta som sin uppgift att rädda Aristoteles skrifter undan araberna och han tillbringade därför stor tid till att gå igenom skrifterna och ändra på vissa av tankesätten och slutsatserna så att dessa mera liknade det kristna.
Som biskop av Paris var Vilhelm en stark försvarare av universitetet. Han satt också 1248 med i det råd som styrde Frankrike under det att kung Ludvig IX var iväg på det sjunde korståget till det heliga landet.

## Verk
- De virtutibus
- De moribus
- De sacramentis
- De trinitate
- De universo
- De anima
- De immortalitate animae